# Hiromi Ōtsu
Hiromi Ōtsu (jap. 大津広美 Ōtsu Hiromi; * 22. Mai 1984 in Sarabetsu) ist eine ehemalige japanische Eisschnellläuferin.

## Werdegang
Ōtsu nahm in der Saison 2001/02 in Berlin erstmals am Eisschnelllauf-Weltcup teil, wobei sie den 27. Platz über 1500 m errang, und kam bei den Juniorenweltmeisterschaften 2002 in Klobenstein auf den 12. Platz im Mini-Mehrkampf sowie auf den fünften Rang in der Teamverfolgung. Bei den Einzelstreckenweltmeisterschaften 2004 in Seoul lief sie auf den 15. Platz über 1500 m und bei den Einzelstreckenweltmeisterschaften 2005 in Inzell auf den 18. Rang über 1500 m. In der Saison 2005/06 erreichte sie in Turin mit dem dritten Platz in der Teamverfolgung ihre erste Podestplatzierung im Weltcup und belegte dort bei den Olympischen Winterspielen 2006 den 33. Platz über 1500 m sowie den vierten Rang in der Teamverfolgung. In der folgenden Saison wurde sie japanische Meisterin über 3000 m, bei den Winter-Asienspielen 2007 in Changchun Siebte über 1500 m und bei den Einzelstreckenasienmeisterschaften 2007 in Changchun Siebte über 1500 m sowie Fünfte über 3000 m. Zudem gewann sie dort die Silbermedaille über 5000 m. Bei den Einzelstreckenweltmeisterschaften 2007 in Salt Lake City kam sie auf den 16. Platz über 3000 m, auf den 14. Rang über 1500 m und auf den sechsten Platz in der Teamverfolgung. Nach Platz fünf über 1500 m und vierten Plätzen über 3000 m und 5000 m bei den Einzelstreckenasienmeisterschaften 2008 in Shenyang, kam sie in der Teamverfolgung mit Platz zwei in Baselga di Piné und Rang drei in Heerenveen letztmals im Weltcup aufs Podest. Beim Saisonhöhepunkt, den Einzelstreckenweltmeisterschaften 2008 in Nagano, belegte sie den 18. Platz über 1500 m, den 17. Rang über 3000 m und den vierten Platz in der Teamverfolgung. In der Saison 2008/09 holte sie bei den Einzelstreckenasienmeisterschaften 2009 in Tomakomai jeweils die Bronzemedaille über 1500 m und  3000 m und bei den Einzelstreckenweltmeisterschaften 2009 in Richmond die Bronzemedaille in der Teamverfolgung. Zudem lief sie dort auf den 16. Platz über 1500 m und jeweils auf den 12. Platz über 3000 m sowie 5000 m. Bei den japanischen Meisterschaften siegte sie erneut über 3000 m. Ihren letzten Weltcup absolvierte sie im Dezember 2009 in Salt Lake City, welchen sie auf dem 18. Platz über 3000 m beendete.

## Erfolge

### Olympische Spiele
- 2006 Turin: 4. Platz Teamverfolgung, 33. Platz 1500 m

### Einzelstrecken-Weltmeisterschaften
- 2004 Seoul: 15. Platz 1500 m
- 2005 Inzell: 18. Platz 1500 m
- 2007 Salt Lake City: 6. Platz Teamverfolgung, 14. Platz 1500 m, 16. Platz 3000 m
- 2008 Nagano: 4. Platz Teamverfolgung, 17. Platz 3000 m, 18. Platz 1500 m
- 2009 Richmond: 3. Platz Teamverfolgung, 12. Platz 3000 m, 12. Platz 5000 m, 16. Platz 1500 m

### Winter-Asienspiele
- 2007 Changchun: 7. Platz 1500 m

### Asienmeisterschaften
- 2007 Changchun: 2. Platz 5000 m, 5. Platz 3000 m, 7. Platz 1500 m
- 2008 Shenyang: 4. Platz 3000 m, 4. Platz 5000 m, 5. Platz 1500 m
- 2009 Tomakomai: 3. Platz 1500 m, 3. Platz 3000 m

## Persönliche Bestzeiten
| Disziplin | Zeit        | Datum             | Ort            |
| --------- | ----------- | ----------------- | -------------- |
| 500 m     | 40,82 s     | 17. März 2000     | Calgary        |
| 1000 m    | 1:18,41 min | 20. März 2002     | Calgary        |
| 1500 m    | 1:56,93 min | 20. November 2005 | Salt Lake City |
| 3000 m    | 4:05,71 min | 18. November 2005 | Salt Lake City |
| 5000 m    | 7:11,29 min | 1. Dezember 2007  | Kolomna        |